# Constantin Opos
Constantin Opos (en grec : Κωνσταντίνος Ὤπος) est un général et aristocrate byzantin de la première moitié du règne de l'empereur Alexis Ier Comnène (1081-1118). Il participe aux guerres contre les Normands et les Seldjoukides et devient mégaduc (commandant en chef de la marine byzantine). 

## Vie
Il apparaît pour la première fois dans l'Alexiade en 1081 lors de la campagne d'Alexis contre le Normand Robert Guiscard. Il dirige alors la tagma de lExkoubitoi. La campagne se termine par une défaite byzantine lors de la bataille de Dyrrhachium le 18 octobre 1081 qui détruit les derniers régiments de l'ancienne armée byzantine. L' Exkoubitoi disparaissant de l'histoire après avoir été créée comme corps de garde d'élite par l'empereur Léon Ier le Thrace (457-474).
En 1090, Opos agit en tant que subordonné de l'amiral Constantin Dalassène lors du siège de l'île de Chios tenue par les forces Tzachas, l'émir de Smyrne. Il reçoit la mission d'empêcher Tzachas de débarquer sur l'île avec des renforts. Dans ce but, il est envoyé par Dalassène pour barrer le détroit de Chios. Lors de la nuit, Opos rencontre la flotte de Tzachas qui tente de traverser et selon l'Alexiade, Tzachas a lié ses navires avec des chaînes. Opos décide de ne pas engager les Turcs et se replie en direction du camp byzantin.
En 1092, il reçoit la mission de reprendre la ville de Cyzique sur la mer de Marmara après l'échec d'une expédition menée par Alexandre Euphorbénos. Opos conduit ses forces par terre vers Cyzique et réussit à s'emparer de la ville. Il disperse ensuite ses troupes qui prennent Poimanenon avant de marcher sur Apollonia. Il assiège la ville et bientôt, l'émir turc Elchanes se rend avec sa famille.